# الملعب الوطني للرياضات (زيمبابوي)
ملعب وطني للرياضات  هو ملعب متعدد الاستخدام يقع في هراري عاصمة زيمبابوي . غالبا ما يتم استخدامه لمباريات كرة القدم . يسع الملعب لجلوس 60 ألف متفرج . يعتبر الملعب الرسمي الذي يخوض فيه منتخب زيمبابوي مبارياته الدولية .